# Voyage vers l'espoir
Pour plus de détails, voir Fiche technique et Distribution.

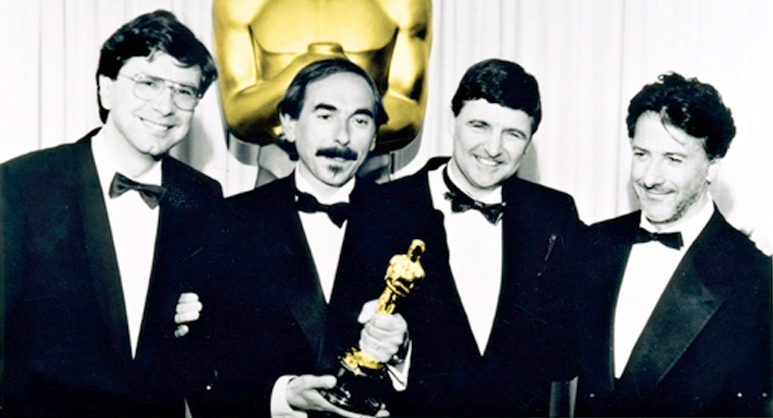
Oscar du meilleur film en langue étrangère 1991.

Voyage vers l'espoir (Reise der Hoffnung) est un film dramatique suisso-turc, réalisé par Xavier Koller, sorti en 1990.

## Fiche technique
Sauf indication contraire, les informations mentionnées dans cette section peuvent être confirmées par la base de données cinématographiques IMDb,  présente dans la section « Liens externes ».
- Titre : Voyage vers l'espoir
- Titre original : Reise der Hoffnung
- Titre international : Journey of Hope
- Réalisation : Xavier Koller
- Scénario : Xavier Koller, Feride Çiçekoglu
- Direction artistique : Kathrin Brunner
- Costumes : Grazia Colombini
- Photographie : Elemér Ragályi (hu)
- Montage : Daniel Gibel, Galip Iyitanir
- Musique : Manfred Eicher
- Production : Peter-Christian Fueter, Alfi Sinniger
- Sociétés de production : Antea Cinematografica, Channel Four Films, Cineverde, Condor Films, Dewe Hellthaler, Département Fédéral de l'Intérieur, Eurimages, Schweizer Fernsehen
- Société de distribution : Claire Films
- Pays d'origine :  Suisse /  Turquie
- Langues : Suisse allemand, turc, italien
- Format : Couleurs - 2,35:1 - Mono - 35 mm
- Genre : Drame
- Durée : 110 minutes
- Dates de sorties en salles : 
  -  France : 13 novembre 1991
  -  Turquie : 12 avril 1991
  -  Royaume-Uni : 19 juillet 1991

## Distribution
- Necmettin Çobanoglu : Haydar Sener
- Nur Sürer : Meryem
- Emin Sivas : Mehmet Ali
- Yaman Okay : Turkmen
- Erdinc Akbas : Adama
- Mathias Gnädinger : Ramser
- Dietmar Schönherr : Massimo
- Andrea Zogg : Christen
- Erdal Merdan : Aldemir

## Distinctions
| Date              | Distinction      | Catégorie                         | Nom                  | Résultat   |
| ----------------- | ---------------- | --------------------------------- | -------------------- | ---------- |
| 2 au 12 août 1990 | Locarno Festival | Léopard de bronze                 | Xavier Koller        | Lauréat    |
| 2 au 12 août 1990 | Locarno Festival | Léopard d'or                      | Xavier Koller        | Nomination |
| 25 mars 1991      | Oscars du cinéma | Meilleur film en langue étrangère | Voyage vers l'espoir | Lauréat    |